# Lüder Arenhold (Amtmann)
Lüder Arenhold (* 9. Januar 1807 in Hannover; † 8. September 1854 in München) war ein deutscher Verwaltungsjurist und königlich hannoverscher Amtmann.

## Leben
Lüder Arenhold war einer der Söhne des Hofrats und Geheimen Kanzleirats Adolf Johann Gustav Arenhold (1768–1854). Der Amtmann Adolf Arenhold war sein Bruder.
Nach dem Schulbesuch in Holzminden studierte Arenhold ab 1826 Rechtswissenschaften an der Universität Göttingen und gehörte während seiner Studienzeit dem Corps Hannovera Göttingen an. Nach Beendigung des Studiums trat Arenhold in den Verwaltungsdienst des Königreichs Hannover ein und wurde 1832 Amtsauditor im Amt Blumenau. 1836 wurde er Amtsassessor im Amt Neuhaus versetzt, 1845 in das Amt Hardegsen und 1850 nach Ilten. 
Am 26. Mai 1851 heiratete Arenhold in Hamburg die dort geborene Emma (Emma Johanna; * 6. November 1824; † 6. Januar 1873 in Verden an der Aller).
1852 wurde er zum Amtmann des Amts Soltau bestellt.
Arenhold verstarb auf einer Reise in München.
Seine Witwe heiratete am 10. Oktober 1865 in Hamburg den Obergerichts-Vizepräsidenten Franz Joseph Friedrich Heinichen.